# Agaon taiense
Agaon taiense är en stekelart som beskrevs av Wiebes 1989. Agaon taiense ingår i släktet Agaon och familjen fikonsteklar.
Artens utbredningsområde är Liberia. Inga underarter finns listade i Catalogue of Life.